# باشگاه فوتبال بارسلونا اتلتیکو
باشگاه بارسلونا اتلتیکو یک تیم فوتبال حرفه‌ای از جمهوری دومینیکن مستقر در سانتو دومینگو است. این تیم که در سال ۱۹۸۹ با نام بانکردیکارد تأسیس شد، در سال ۲۰۰۳ نام خود را به باشگاه بارسلونا اتلتیکو تغییر داد. این تیم در حال حاضر در لیگ فوتبال دومینیکن بازی می‌کند.